# Studánka Petrovka
Studánka Petrovka (dříve též Studánka u Košutky) se nachází na severním okraji Plzně, při jihovýchodní hranici přírodní rezervace Petrovka v katastrálním území Bolevec. Od nepaměti sloužila k osvěžení kolemjdoucích, ale zvláště sedláků, kteří v jejím okolí obhospodařovali louky zvané Na Petrovských (ty po změnách v zemědělství po roce 1948 ztratily význam a postupně se přetváří v přirozená mokřadní společenstva, chráněná jako součást přírodní rezervace).

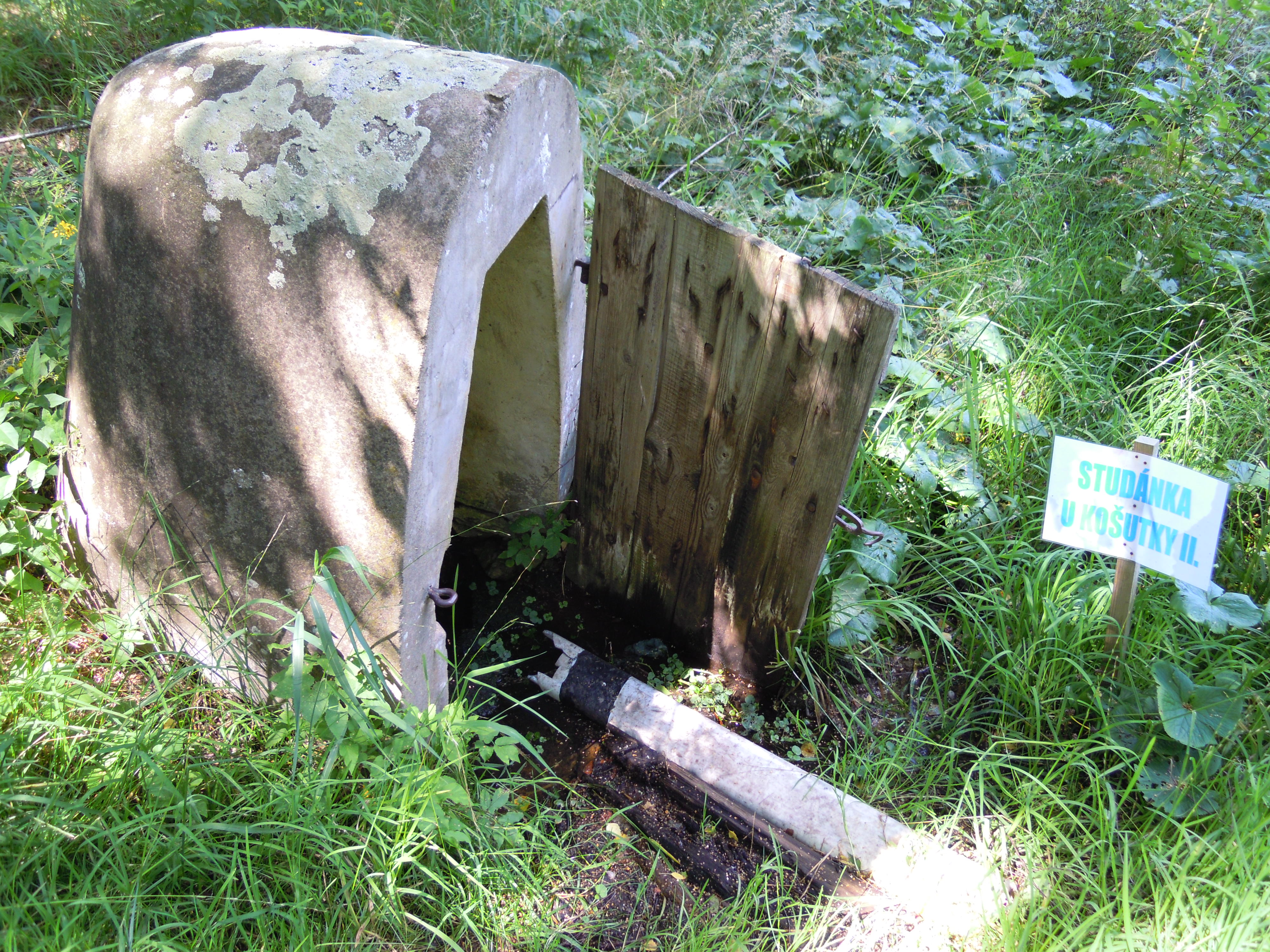
Úprava studánky z roku 1943

Protože v první polovině 20. století byla studánka vydatným zdrojem kvalitní vody, pro niž chodili lidé z širokého okolí, byla v roce 1943 nákladem obce Bolevec opravena a zastřešena mohutným betonovým přístřeškem s dřevěnými vrátky. Později však již opravována nebyla, takže přístřešek postupně chátral, až hrozilo jeho zřícení.
Proto byl v roce 2013 díky Sdružení boleveckých rodáků nahrazen novým přístřeškem, který má evokovat původní stav studánky před rokem 1943 – kamenné obezdění má kruhový tvar a přiklápí se dřevěným poklopem. Současně s opravou byl proveden rozbor vody ve studánce, která však nesplňuje parametry pitné vody.